# 吉田栄勝
吉田 栄勝（よしだ えいかつ、1952年（昭和27年）3月22日 - 2014年（平成26年）3月11日）は、日本のレスリング選手。レスリング指導者。吉田沙保里の実父。

## 人物
1952年3月22日、青森県八戸市出身。
父親の甫は第二次世界大戦中に大日本帝国陸軍の兵士として出征、ビルマ戦線に配属され戦闘行動のさなかに病に倒れるが現地の少女に助けられる。その命の恩人とも言える少女の名前を取り「勝栄（かつえ）」と名付けようとする。出生届を長男（栄勝の兄）に提出するよう命じたが、長男はこの名前が女のようだと納得がいかず無断で「栄勝」と並びを逆転させて届けてしまった（その後、生まれた長女〈栄勝の妹〉に「佳都恵」と名付ける）。
八戸電波工業高等学校（現在の八戸工業大学第一高等学校）時代にレスリングと出会う。
専修大学経済学部に入学後は男子フリースタイル57㎏級選手として1973年の全日本レスリング選手権男子フリースタイル57㎏優勝。同年にテヘラン（イラン）で開催されたレスリング世界選手権及びウランバートル（モンゴル）で開催されたレスリングアジア選手権に男子フリースタイル57㎏日本代表として出場。アジア選手権では銀メダルを獲得している。また大学対抗団体戦の全日本学生王座戦では専修大学のメンバーとして日本大学を決勝で下して優勝するなど、伊藤良和、吉田光雄（後のプロレスラー・長州力）らと共に専修大学黄金時代の立役者の一人でもあった。
吉田栄勝と同じクラスの好敵手には荒井政雄、佐々木禎、山路明などがいた。1976年のモントリオールオリンピック代表切符を賭けて好敵手と鎬を削るも、オリンピック代表選考会で敗れたため、代表切符を手にすることはできなかった。
大学卒業後に三重県へ職員として就職する一方で、一志郡一志町（現・津市）に構えた自宅に、『一志ジュニア』の看板を掲げたジュニア向けレスリング道場を開き、自身の3人の子息や土性沙羅（リオデジャネイロオリンピック女子69kg級優勝）など多くの子供たちを指導した。
2009年にレスリング女子日本代表コーチに就任、2010年アジア選手権では女子チーム監督を務め、2012年のロンドンオリンピックでは女子代表チームコーチを務めた。
2014年3月11日午前7時15分頃、乗用車を運転して三重県津市の伊勢自動車道を走行中に体調に異変を発し、道路の路肩に停車して車内でぐったりしている所を別の自動車の運転手が発見、直ちに110番通報されて病院に搬送されたが死亡が確認された。死因はクモ膜下出血とされる。61歳没。62歳の誕生日のわずか11日前だった。

## レスリングスタイル
現役時代の吉田栄勝は、強靭な足腰を武器としてディフェンスを固めてカウンター戦法で相手のスキを突いてポイントを取るタイプであったという。
しかし前述のモントリオールオリンピック代表選考会にて自らのカウンター戦法が相手に通じずに敗れ、オリンピック代表を逸したことから、吉田は指導者となって以後、タックルを中心とした攻撃型レスリングを教え込むことを主眼としていた。そのためか、自分が指導した選手が試合に勝っても、試合内容を重視し、その選手が攻撃性や闘志に欠ける闘いぶりを見せた時には雷を落とすこともしばしばだったという。

## 現役時代の戦績
いずれも男子フリースタイル57㎏級
- 全日本レスリング選手権 - 優勝1回（1973年）
- レスリング世界選手権 - 4位（1973年）
- レスリングアジア選手権 - 2位（1973年）

## その他
- NHKの『ファミリーヒストリー』によると、父の甫（吉田沙保里の祖父）は兵庫県淡路島出身である[9]。
- 漫画家の羅川真里茂はいとこ姪（伯母の孫）にあたる[10]。